# كيث ديلونج
كيث ديلونج (بالإنجليزية: Keith DeLong)‏ هو لاعب كرة قدم أمريكية أمريكي، ولد في 14 أغسطس 1967 في سان دييغو في الولايات المتحدة.

## وصلات خارجية
- كيث ديلونج على موقع مرجع كرة القدم المحترفة.كوم (الإنجليزية)